# Altamira, San José Tenango
Altamira är en ort i Mexiko.   Den ligger i kommunen San José Tenango och delstaten Oaxaca, i den sydöstra delen av landet, 300 km sydost om huvudstaden Mexico City. Altamira ligger 1 374 meter över havet och antalet invånare är 347.
Terrängen runt Altamira är kuperad västerut, men österut är den bergig. Runt Altamira är det ganska tätbefolkat, med 104 invånare per kvadratkilometer. Närmaste större samhälle är Huautla de Jiménez, 19,6 km väster om Altamira. I omgivningarna runt Altamira växer i huvudsak städsegrön lövskog.